# Gallio (famiglia)
I Gallio (anche Gallo o Gallii nella forma antica) furono una famiglia della nobiltà comasca e poi milanese. Nei secoli ebbero in possedimento anche il ducato di Alvito in Terra di Lavoro e divennero sotto mentite spoglie Principi del Sacro Romano Impero e Grandi di Spagna.

## Origini e storia
Le origini della famiglia Gallio risalgono al XIV secolo quando un antenato comune dei vari rami, Niccolò, fece fortuna col commercio con la Germania, iniziando parallelamente un'attività di concessione di crediti e prestiti finanziari a titol oneroso che fruttarono in pochi anni molto denaro alla famiglia.
Le fortune della famiglia Gallio ebbero però inizio con Marco, che nel 1561 venne eletto cancelliere della comunità di Como e suo decurione, proseguendo con Tolomeo che venne creato cardinale da papa Pio IV nel 1565, Decano e Camerlengo del Collegio Cardinalizio. Un altro Marco venne creato cardinale da papa Innocenzo XI nel 1684.
La famiglia, nel secolo successivo, riuscì a ricoprire posizioni di gran rilievo grazie ad una sapiente opera di intrecci e legami mdi natura matrimoniale con le principali famiglie della nobiltà milanese dell'epoca, tra cui i Trivulzio ed i Borromeo, ma giungendo anche a legarsi coi Farnese, coi Gonzaga e coi Grimaldi di Monaco. A partire dalla fine del Seicento, la famiglia ad ogni modo si divise in due rami collaterali che perseguirono fortuna in diversi ambiti: il ramo di Milano rimase nella capitale del ducato fino alla seconda metà del XVIII secolo, acquisendo nella seconda metà del Seicento i titoli ed i possedimenti della famiglia Trivulzio per eredità, estinguendosi con Antonio Tolomeo Gallio Trivulzio, fondatore del Pio Albergo Trivulzio e filantropo. L'altro ramo ottenne il ducato di Alvito, nel Regno di Napoli, all'estinzione del quale il titolo di duca passò alla famiglia dei Carafa di Colubrano.
Nel nativo territorio comasco, precisamente a Gravedona, ebbe il possesso di Palazzo Gallio. A Como, il cardinale Tolomeo fece erigere il Pontificio Collegio Gallio che ancora oggi porta il cognome della sua casata ed opera come ente scolastico parificato.

## Albero genealogico della famiglia Gallio
Sono riportati i membri titolati della famiglia.
|                                                             |                                                             |                                                                                 |                                                                                 |                                                                          |                                                                          |                                                                                          |                                                                                          |                                                                     |                                                                     |                                                                                        |                                                                                        |                                     | | |                                                             |                                                            |                                                                  |                                                                                               | | |                                            | | |                                                                                   |                                                                                   |
|                                                             |                                                             |                                                                                 |                                                                                 |                                                                          |                                                                          |                                                                                          |                                                                                          |                                                                     |                                                                     |                                                                                        |                                                                                        |                                     | | | Melchiorre                                                  |                                                            |                                                                  |                                                                                               | | |                                            | | |                                                                                   |                                                                                   |
|                                                             |                                                             |                                                                                 |                                                                                 |                                                                          |                                                                          |                                                                                          |                                                                                          |                                                                     |                                                                     |                                                                                        |                                                                                        |                                     | | |                                                             |                                                            |                                                                  |                                                                                               | | |                                            | | |                                                                                   |                                                                                   |
|                                                             |                                                             |                                                                                 |                                                                                 |                                                                          |                                                                          |                                                                                          |                                                                                          |                                                                     |                                                                     |                                                                                        |                                                                                        |                                     | | |                                                             |                                                            |                                                                  |                                                                                               | | |                                            | | |                                                                                   |                                                                                   |
|                                                             |                                                             |                                                                                 |                                                                                 |                                                                          |                                                                          |                                                                                          |                                                                                          |                                                                     |                                                                     |                                                                                        |                                                                                        |                                     | | | Ottavio nobile di Como *c.1490 Elisabetta Vailati           |                                                            |                                                                  |                                                                                               | | |                                            | | |                                                                                   |                                                                                   |
|                                                             |                                                             |                                                                                 |                                                                                 |                                                                          |                                                                          |                                                                                          |                                                                                          |                                                                     |                                                                     |                                                                                        |                                                                                        |                                     | | |                                                             |                                                            |                                                                  |                                                                                               | | |                                            | | |                                                                                   |                                                                                   |
|                                                             |                                                             |                                                                                 |                                                                                 |                                                                          |                                                                          |                                                                                          |                                                                                          |                                                                     |                                                                     |                                                                                        |                                                                                        |                                     | | |                                                             |                                                            |                                                                  |                                                                                               | | |                                            | | |                                                                                   |                                                                                   |
|                                                             |                                                             |                                                                                 |                                                                                 |                                                                          |                                                                          |                                                                                          |                                                                                          |                                                                     |                                                                     |                                                                                        | Girolamo nobile di Como *c.1520 ?                                                      | Girolamo nobile di Como *c.1520 ?   | | |                                                             |                                                            | Marco nobile di Como *1525 †1575 Elisabetta Valle                | Marco nobile di Como *1525 †1575 Elisabetta Valle                                             | Tolomeo I duca di Alvito *1527 †1607 cardinale                                                                           | Tolomeo I duca di Alvito *1527 †1607 cardinale                                                                           |                                            | | |                                                                                   |                                                                                   |
|                                                             |                                                             |                                                                                 |                                                                                 |                                                                          |                                                                          |                                                                                          |                                                                                          |                                                                     |                                                                     |                                                                                        |                                                                                        |                                     | | |                                                             |                                                            |                                                                  |                                                                                               | | |                                            | | |                                                                                   |                                                                                   |
|                                                             |                                                             |                                                                                 |                                                                                 |                                                                          |                                                                          |                                                                                          |                                                                                          |                                                                     |                                                                     |                                                                                        |                                                                                        |                                     | | |                                                             |                                                            |                                                                  |                                                                                               | | |                                            | | |                                                                                   |                                                                                   |
|                                                             |                                                             |                                                                                 |                                                                                 |                                                                          |                                                                          |                                                                                          |                                                                                          | Marco, I signore d'Isola †1632 abate commendatario di Sant'Abbondio | Marco, I signore d'Isola †1632 abate commendatario di Sant'Abbondio | Onorio †1612 Lucrezia Odescalchi                                                       | Onorio †1612 Lucrezia Odescalchi                                                       | Elisabetta Luigi Arcimboldi         | Elisabetta Luigi Arcimboldi | Ippolita Baldassarre da Rho, signore di Borghetto Lodigiano                                                                      | Ippolita Baldassarre da Rho, signore di Borghetto Lodigiano | Tolomea *1565 †1594 Urbano Malvicini Fontana               | Tolomea *1565 †1594 Urbano Malvicini Fontana                     | DUCHI DI ALVITO Tolomeo I II duca di Alvito *1568 †1623 1.Barbara Borromeo 2.Partenia Bonelli | DUCHI DI ALVITO Tolomeo I II duca di Alvito *1568 †1623 1.Barbara Borromeo 2.Partenia Bonelli                            | |                                            | | |                                                                                   |                                                                                   |
|                                                             |                                                             |                                                                                 |                                                                                 |                                                                          |                                                                          |                                                                                          |                                                                                          |                                                                     |                                                                     |                                                                                        |                                                                                        |                                     | | |                                                             |                                                            |                                                                  |                                                                                               | | |                                            | | |                                                                                   |                                                                                   |
|                                                             |                                                             |                                                                                 |                                                                                 |                                                                          |                                                                          |                                                                                          |                                                                                          |                                                                     |                                                                     |                                                                                        |                                                                                        |                                     | | |                                                             |                                                            |                                                                  |                                                                                               | | |                                            | | |                                                                                   |                                                                                   |
|                                                             |                                                             |                                                                                 |                                                                                 |                                                                          |                                                                          |                                                                                          |                                                                                          |                                                                     |                                                                     | MARCHESI D'ISOLA Carlo, I marchese d'Isola †1644 Francesca Dorotea Corti               | MARCHESI D'ISOLA Carlo, I marchese d'Isola †1644 Francesca Dorotea Corti               |                                     | | |                                                             |                                                            | 2.Francesco I III duca di Alvito *c.1590 †1660 Giustina Borromeo | 2.Francesco I III duca di Alvito *c.1590 †1660 Giustina Borromeo                              | 2.Ortensia *1594 †1639 Francesco Girolamo Cicogna Mozzoni, conte di Terdobbiate                                          | 2.Ortensia *1594 †1639 Francesco Girolamo Cicogna Mozzoni, conte di Terdobbiate                                          |                                            | | |                                                                                   |                                                                                   |
|                                                             |                                                             |                                                                                 |                                                                                 |                                                                          |                                                                          |                                                                                          |                                                                                          |                                                                     |                                                                     |                                                                                        |                                                                                        |                                     | | |                                                             |                                                            |                                                                  |                                                                                               | | |                                            | | |                                                                                   |                                                                                   |
|                                                             |                                                             |                                                                                 |                                                                                 |                                                                          |                                                                          |                                                                                          |                                                                                          |                                                                     |                                                                     |                                                                                        |                                                                                        |                                     | | |                                                             |                                                            |                                                                  |                                                                                               | | |                                            | | |                                                                                   |                                                                                   |
|                                                             |                                                             |                                                                                 |                                                                                 |                                                                          |                                                                          |                                                                                          |                                                                                          |                                                                     | Giacomo, II marchese d'Isola †1686 Estinzione del ramo              | Giacomo, II marchese d'Isola †1686 Estinzione del ramo                                 | Ottavia Scaramuzza Visconti Aicardi                                                    | Ottavia Scaramuzza Visconti Aicardi | Partenia *1616 †1698 1.Consalvo Geronimo Rodriguez de Salamanca 2.Francesco Arese, conte 3.Girolamo Francesco Ignazio Serbelloni | Partenia *1616 †1698 1.Consalvo Geronimo Rodriguez de Salamanca 2.Francesco Arese, conte 3.Girolamo Francesco Ignazio Serbelloni | Tolomeo II IV duca di Alvito *1618 †1687 Ottavia Trivulzio  | Tolomeo II IV duca di Alvito *1618 †1687 Ottavia Trivulzio | Marco *1619 †1683 cardinale                                      | Marco *1619 †1683 cardinale                                                                   | Ersilia *1620 †1695 1.Giambattista Omodei, nobile dei marchesi di Piovera 2.Pier Luchino dal Verme, conte di Sanguinetto | Ersilia *1620 †1695 1.Giambattista Omodei, nobile dei marchesi di Piovera 2.Pier Luchino dal Verme, conte di Sanguinetto | Chiara *1623 †? Girolamo Caimi             | Chiara *1623 †? Girolamo Caimi                                                                                    | |                                                                                   |                                                                                   |
|                                                             |                                                             |                                                                                 |                                                                                 |                                                                          |                                                                          |                                                                                          |                                                                                          |                                                                     |                                                                     |                                                                                        |                                                                                        |                                     | | |                                                             |                                                            |                                                                  |                                                                                               | | |                                            | | |                                                                                   |                                                                                   |
|                                                             |                                                             |                                                                                 |                                                                                 |                                                                          |                                                                          |                                                                                          |                                                                                          |                                                                     |                                                                     |                                                                                        |                                                                                        |                                     | | |                                                             |                                                            |                                                                  |                                                                                               | | |                                            | | |                                                                                   |                                                                                   |
|                                                             |                                                             |                                                                                 |                                                                                 |                                                                          |                                                                          |                                                                                          |                                                                                          | Giustina *1644 †1679 Gregorio Boncompagni, V duca di Sora           | Giustina *1644 †1679 Gregorio Boncompagni, V duca di Sora           | Francesco II V duca di Alvito *1646 †1702 Maria Alfonsa Diaz Pimienta                  | Francesco II V duca di Alvito *1646 †1702 Maria Alfonsa Diaz Pimienta                  |                                     | | |                                                             |                                                            |                                                                  |                                                                                               | | |                                            | GALLIO TRIVULZIO Gaetano (Antonio Teodoro Gaetano), IV principe della Val Mesolcina *1658 †1705 Lucrezia Borromeo | GALLIO TRIVULZIO Gaetano (Antonio Teodoro Gaetano), IV principe della Val Mesolcina *1658 †1705 Lucrezia Borromeo |                                                                                   |                                                                                   |
|                                                             |                                                             |                                                                                 |                                                                                 |                                                                          |                                                                          |                                                                                          |                                                                                          |                                                                     |                                                                     |                                                                                        |                                                                                        |                                     | | |                                                             |                                                            |                                                                  |                                                                                               | | |                                            | | |                                                                                   |                                                                                   |
|                                                             |                                                             |                                                                                 |                                                                                 |                                                                          |                                                                          |                                                                                          |                                                                                          |                                                                     |                                                                     |                                                                                        |                                                                                        |                                     | | |                                                             |                                                            |                                                                  |                                                                                               | | |                                            | | |                                                                                   |                                                                                   |
|                                                             |                                                             | Tolomeo III Saverio VI duca di Alvito *1685 †1711 Beatrice di Tocco             | Tolomeo III Saverio VI duca di Alvito *1685 †1711 Beatrice di Tocco             | Nicola *1686 †1744 poeta arcade e teologo                                | Nicola *1686 †1744 poeta arcade e teologo                                | Maria Ottavia *1687 monaca agostiniana del Monastero di San Giuseppe dei Ruffi di Napoli | Maria Ottavia *1687 monaca agostiniana del Monastero di San Giuseppe dei Ruffi di Napoli | Carlo *1689 †1744 chierico regolare teatino                         | Carlo *1689 †1744 chierico regolare teatino                         | Partenia *1690 †? monaca agostiniana del Monastero di San Giuseppe dei Ruffi di Napoli | Partenia *1690 †? monaca agostiniana del Monastero di San Giuseppe dei Ruffi di Napoli | Domenico *1692 †1751                | Domenico *1692 †1751 | Giuseppe *1693 †1719 monaco benedettino a Monte Cassino                                                                          | Giuseppe *1693 †1719 monaco benedettino a Monte Cassino     | Antonio *1695 †1720 poeta arcade Agillo Cinosario          | Antonio *1695 †1720 poeta arcade Agillo Cinosario                | Vincenza *1697 †? monaca agostiniana del Monastero di San Giuseppe dei Ruffi di Napoli        | Vincenza *1697 †? monaca agostiniana del Monastero di San Giuseppe dei Ruffi di Napoli                                   | Giustina *1690 †? monaca clarissa ad Arona                                                                               | Giustina *1690 †? monaca clarissa ad Arona | Antonio Tolomeo, V principe della Val Mesolcina *1692 †1767 Maria Archinto                                        | Antonio Tolomeo, V principe della Val Mesolcina *1692 †1767 Maria Archinto                                        | Olimpia *1693 †1715 Pietro Maria VI Rossi di San Secondo, marchese di San Secondo | Olimpia *1693 †1715 Pietro Maria VI Rossi di San Secondo, marchese di San Secondo |
|                                                             |                                                             |                                                                                 |                                                                                 |                                                                          |                                                                          |                                                                                          |                                                                                          |                                                                     |                                                                     |                                                                                        |                                                                                        |                                     | | |                                                             |                                                            |                                                                  |                                                                                               | | |                                            | | |                                                                                   |                                                                                   |
|                                                             |                                                             |                                                                                 |                                                                                 |                                                                          |                                                                          |                                                                                          |                                                                                          |                                                                     |                                                                     |                                                                                        |                                                                                        |                                     | | |                                                             |                                                            |                                                                  |                                                                                               | | |                                            | | |                                                                                   |                                                                                   |
|                                                             |                                                             | Francesco III Ignazio VII duca di Alvito *1710 †1749 Maria Caterina Rospigliosi | Francesco III Ignazio VII duca di Alvito *1710 †1749 Maria Caterina Rospigliosi |                                                                          |                                                                          |                                                                                          |                                                                                          |                                                                     |                                                                     |                                                                                        |                                                                                        |                                     | | |                                                             |                                                            |                                                                  |                                                                                               | | |                                            | Lucrezia *1723 †1727                                                                                              | Lucrezia *1723 †1727                                                                                              |                                                                                   |                                                                                   |
|                                                             |                                                             |                                                                                 |                                                                                 |                                                                          |                                                                          |                                                                                          |                                                                                          |                                                                     |                                                                     |                                                                                        |                                                                                        |                                     | | |                                                             |                                                            |                                                                  |                                                                                               | | |                                            | | |                                                                                   |                                                                                   |
|                                                             |                                                             |                                                                                 |                                                                                 |                                                                          |                                                                          |                                                                                          |                                                                                          |                                                                     |                                                                     |                                                                                        |                                                                                        |                                     | | |                                                             |                                                            |                                                                  |                                                                                               | | |                                            | | |                                                                                   |                                                                                   |
| Alfonsina *1734 †1779 Michele Carafa, principe di Colubrano | Alfonsina *1734 †1779 Michele Carafa, principe di Colubrano | Marianna *1739 †1780 Carlo Pignatelli, duca di Montecalvo                       | Marianna *1739 †1780 Carlo Pignatelli, duca di Montecalvo                       | Carlo Tolomeo VIII duca di Alvito *1741 †1800 Elisabetta Capece Minutolo | Carlo Tolomeo VIII duca di Alvito *1741 †1800 Elisabetta Capece Minutolo |                                                                                          |                                                                                          |                                                                     |                                                                     |                                                                                        |                                                                                        |                                     | | |                                                             |                                                            |                                                                  |                                                                                               | | |                                            | | |                                                                                   |                                                                                   |

## Duchi di Alvito (1606-1800)
- Tolomeo (1527-1607), cardinale, I duca di Alvito
- Tolomeo I (1568-1623), II duca di Alvito, nipote del precedente
- Francesco I (1590-1660), III duca di Alvito
- Tolomeo II (1618-1687), IV duca di Alvito
- Francesco II (1646-1702), V duca di Alvito
- Tolomeo III Saverio (1685-1711), VI duca di Alvito
- Francesco III Ignazio (1710-1749), VII duca di Alvito
- Carlo Tolomeo (1741-1800), VIII duca di Alvito

Estinzione della casata

## Principi del Sacro Romano Impero (1679-1767)
- Antonio Teodoro Gaetano (1658-1705), I principe
- Antonio Tolomeo (1692-1767), II principe

Estinzione della casata